# Байбосинов, Сарсенбай Базарбаевич
Сарсенбай Базарбаевич Байбосинов (каракалп. Sarsenbay Bazarbaevich Baybosinov; род. 8 августа 1957, Ходжейлийский район, Каракалпакская АССР, Узбекская ССР, СССР) — советский, каракалпакский художник. Народный художник Республики Каракалпакстан (2016), академик Академии художеств Узбекистана (2017).

## Биография
Сарсенбай Байбосинов родился 8 августа 1957 года в Ходжейлийском районе Каракалпакской АССР. С 1964 по 1976 годы учился в вечерней школе, в это же время начал заниматься живописью. В 1973 году устроился на работу художником-оформителем в рекламное бюро в Нукусе, с 1976 по 1978 год проходил срочную службу в армии, после возвращения из которой, продолжил работу в рекламном бюро. 
С 1980 по 1984 годы учился в нукусском Художественном училище им. Ж. Шамуратова, где его преподавателями были В. П. Логотов и Д. Бердимбетова. С 1984 по 1988 годы работал художником в Нукусских художественно-производственных мастерских Художественного фонда Узбекистана «Усто». В 1988 году был назначен директором Выставочного зала Нукуса. С 1989 года состоял в Молодёжном творческом объединении Союза художников. 
Работал на должностях методиста, а впоследствии, заведующего Каракалпакским филиалом Академии художеств Узбекистана. С 1989 года является членом Союза художников Узбекистана. В 2016 году Сарсенбаю Байбосинову было присвоено звание «Народного художника Каракалпакстана». 21 сентября 2017 года он был избран действительным членом Академии художеств Узбекистана.

## Творчество
Сарсенбай Байбосинов работает в жанрах портрета, пейзажа, натюрморта и многих других. Создаёт свои картины под влиянием течений «абстракционизма» и «пуантилизма», основные темы: каракалпакские национальные обычаи, этнография, каракалпакские женщины в национальных костюмах, сельские сцены, натюрморты с национальными мотивами, трагедия Аральского моря. При написании своих картин применяет разнообразные натуральные элементы: камни, песок, а также материалы растительного и животного происхождения: ткани, кости, рыбью чешую, шерсть и рога. В такой технике выполнены картины: «Мой Арал» (2000), «Камни говорят» (натуральные камни, 2015), «Моя жизнь» (1988-2016), «Оркестр цветов» (2015), «Звёздный путь» (2015), «Кармен» (аппликация на ткани, 2015).
С 1973 года активно участвует в национальных, региональных и зарубежных выставках: «Показывает молодежь» (Ташкент, Театр «Илхом», 1984); «Художники Каракалпакии» (Москва, 1991); «Художники Узбекистана» (Турция, 1992); международные выставки в Ташкенте: Биеннале-1 (2001), Биеннале-2 (2003), Биеннале-5 (2009), Биеннале-6 (2011), Биеннале-7 (2013); «Гордость нации» (Москва, 2011). В 2019 году посетил Музей современного искусства авангарда Ближневосточного университета Никосии для участия в симпозиуме, проходившем на Кипре.

## Награды
- Народный художник Республики Каракалпакстан (2016)
- Медаль «Шухрат» (2002)
- «Золотая медаль» Академии художеств Узбекистана (2008)
- «Серебряная медаль» Академии художеств Узбекистана (2017)
- Лауреат премии «Эътироф» — лучший  художник года (2015)[1].